# 董昌
董昌（？—896年7月3日），中国唐朝末年军阀之一，杭州临安（今属浙江）人。

## 生平

浙江省绍兴市越城区的董昌生祠摩崖题记

唐僖宗乾符二年（875年），王郢在浙西起兵反唐，董昌组织民团军抵御，战后以功升为石镜镇将，建立自己的军队。乾符六年（879年），率军抵抗黄巢，保全杭州，被高骈推荐为杭州刺史，中和三年(883年)，董昌发兵入据杭州，从镇海军节度使周宝手中夺得统治权，同浙东观察使刘汉宏展开对全浙的争夺。
光启二年（886年），董昌接纳部将钱镠的提议，率主力全军渡过钱塘江，彻底击溃刘汉宏，夺得越州，平定浙东，将杭州和杭州刺史职位让给钱镠。董昌经常向朝廷大量进贡，故一路被加封为检校太尉、同中书门下平章事等职，进爵陇西郡王。
唐昭宗乾宁二年二月初三辛卯（895年3月3日），董昌因朝廷不封其为越王之故而反叛，在越州称帝，国号“大越罗平国”，年号顺天。董昌封钱镠为两浙都指挥使，錢鏐反而劝他去除帝号，對他說：“與其閉門作天子，與九族、百姓俱陷塗炭，豈若開門作節度使”。董昌不听，錢鏐遂起兵讨伐他。董昌向杨行密求救，并联合湖州刺史李师悦，但是錢鏐竟然不顾苏州被攻占，攻破越州城池。董昌率军在内城固守，錢鏐遂伪造朝廷诏书，命令董昌投降。896年五月癸未之前，董昌去帝号，五月己亥，董昌中计投降，其后在押往杭州途中自杀（一说被杀），死后其全家亦遭到诛戮。

## 大臣
- 蒋环，原为婺州刺史，被董昌任命为宰相，钱鏐平董昌，杀蒋环。
- 李邈（？—896年），被董昌任命为宰相，钱鏐平董昌，杀李邈。

## 子
- 董承和，太子正字

## 影视形象
在杭州华文影视公司出品、2006年播出的电视剧《吴越钱王》中，徐錦江饰演董昌。

## 延伸阅读
[在维基数据编辑]
 《新唐書·卷225下》，出自《新唐書》